# Dermogenys
Dermogenys – rodzaj ryb z rodziny Zenarchopteridae.

## Klasyfikacja
Gatunki zaliczane do tego rodzaju:
- Dermogenys bispina
- Dermogenys brachynotopterus
- Dermogenys bruneiensis
- Dermogenys burmanica
- Dermogenys collettei
- Dermogenys orientalis
- Dermogenys palawanensis
- Dermogenys pusilla – półdziobek karłowaty[3], półdzióbek karłowaty[4], półdziubek karłowaty[5],
- Dermogenys robertsi
- Dermogenys siamensis
- Dermogenys sumatrana
- Dermogenys vogti